# あなたを愛したい
「あなたを愛したい」（あなたをあいしたい）は、南野陽子の12枚目のシングル。1988年6月18日にCBS・ソニーからリリースされた。表題曲は南野自身が主演を務めた東映映画『菩提樹 リンデンバウム』の主題歌。

## 概要
「あなたを愛したい」は、5作目のアルバム『GLOBAL』レコーディングの合間に、バハマのコテージで萩田光雄がギター1本で作ったメロディに、田口俊がその場で詞を乗せて出来上がった曲。
「楽園のDoor」から連続7作でオリコン1位を獲得した。
同時期に放送され、南野自身も出演したJR西日本 ″WENS″ のCMソングとしても使用された。
シングルCDにおいては、初回限定盤（通常盤より100円UPでブックレット付）と6月22日発売の通常盤の2形態で発売された。

## 収録曲
両曲共通　作詞: 田口俊／編曲: 萩田光雄
1. あなたを愛したい（4:58）
作曲: 萩田光雄
2. 帰りたくない（4:12）
作曲: 兼元一夫